# Яворівка (Золотоніський район)
Яворі́вка — село в Україні, у Золотоніському районі Черкаської області. Входить до складу Шрамківської сільської громади. Розташоване в долині річки Малий Чумгак за 27 км від селища Драбів та за 7 км від залізничної станції Кононівка. Населення — 782 особи (на 2009 рік).

## Населення

### Мова
Розподіл населення за рідною мовою за даними перепису 2001 року:
| Мова       | Кількість | Відсоток |
| ---------- | --------- | -------- |
| українська | 858       | 98.96%   |
| російська  | 6         | 0.69%    |
| вірменська | 2         | 0.23%    |
| румунська  | 1         | 0.12%    |
| Усього     | 867       | 100%     |

## Історія
Перші поселення нинішнього села відносяться до початку XVIII століття. На правому березі річки Малий Чумгак було невелике поселення, що складалося з кількох дворів. За переказами сучасників, першими поселенцями були селяни з Чернігівщини.
Відомо, що у середині XVIII століття на захід від хутора поселився Лука Галенко — найімовірніше козацький старшина. Пізніше нащадки козака Луки, або ж і він сам видозмінили своє прізвище на Галенковського, а хутір дістав назву Лукашівка. Землю на лівому березі Чумгака почав освоювати козацький старшина Яків Лизогуб і почав заселяти її селянами. Так через кілька років утворився хутір Лизогубівка. Йшов час, населення кількісно зросло, необхідно було будувати храм божий. Таке розпорядження й одержав Галенковський від полтавського губернатора. На честь перемоги російської армії над Наполеоном було закладено фундамент церкви.
До 1817 року хутір був приписан до Івано-Богословської церкви у Великій Кручі.
Село є на мапі 1826-1840 років.
У 1814 —1815 роках будівництво продовжувалось, але дуже повільно — вичерпались кошти. Відкриття храму відбулося урочисто 21 вересня 1817 року. У перший день служіння в церкві було вирішено хутір Лукашівка назвати селом Богодарівка: нібито Бог послав військових до пана, які подарували гроші на завершення будівництва церкви. Слід відзначити, що спочатку «храм божий» до середини XIX століття мав статус каплиці. Відповідно літургія в ньому не проводилася. А вже під кінець зазначеного століття Богодарівка та ряд хуторів нашого приходу мала Різдво-Богородичну церкву. У 1882 році поряд із церквою спорудили дерев'яну дзвіницю. При церкві існувала змішана церковнопарафіяльна школа. Назва Богодарівка проіснувала до зими 1925 року, коли село було перейменовано на Сталінівку.
У 1931 році, під час примусової колективізації, в Сталінівській сільраді утворено три колгоспи:
- в селі Сталінівка — ім. Кузьменка;
- на хуторі Лизогубівка — «Спільний пахар»;
- на хуторі Червона Дача — «Червоногвардієць».

Село постраждало внаслідок геноциду українського народу, проведеного окупаційним урядом СССР 1932—1933 та 1946–1947 роках.
21 вересня 1941 року Сталінівку зайняли німецькі війська й утворили общини. У 1941 році село знову було перейменовано на Богодарівку. 21 вересня 1943 року радянські війська відвоювали село і йому було повернуто назву Сталінівка.
У радянсько-німецькій війні брало участь 317 яворівців, з них 147 нагороджено орденами й медалями. В пам'ять про 142 яворівців, що загинули у боях з гітлерівцями, споруджено обеліск Слави.
У 1959 році утворено колгосп ім. Калініна, а в 1960 році — ім. Куйбишева, який проіснував до кінця 90-х років XX століття.
У листопаді 1961 року Сталінівку перейменовано на Яворівку (XXII з'їзд КПРС). Відтоді хутори Лизогубівка і Червона Дача входять до складу села Яворівка.
Станом на 1972 рік у селі мешкало 1 515 осіб, тут розташовувалась садиба колгоспу ім. Куйбишева, який мав в користуванні 2,3 тисячі га землі, у тому числі 2 тисячі га орної. Напрям господарства був зерново-буряковий з розвинутим м'ясо-молочним тваринництвом. На той час у селі працювали восьмирічна школа, де навчалися 197 учнів, будинок культури на 450 місць клуб, 2 бібліотеки з книжковим фондом 13 тисяч примірників, фельдшерсько-акушерський пункт, пологовий будинок, 2 магазини, стадіон.[джерело?]
Колгосп імені Куйбишева мав у своєму користуванні хорошу механізовану тракторну бригаду, автомобільний парк. У найкращі роки тваринницька ферма налічувала 2000 голів ВРХ, близько 2000 свиней, вівчарня — 600 голів. Також на хуторі Червона Дача розміщувалася пасіка, курник та багато всього іншого. Село жило повноцінним господарським життям. На колгоспні кошти збудовано просторі двоповерхові школу, будинок культури, дитсадок.[джерело?]
Сьогодні колективного господарства, або рівноцінної йому господарської структури не існує. Є кілька фермерських господарств (СФГ «Відродження», СФГ «Добробут» тощо), але вони не відіграють помітної ролі у житті села, а просто поки що животіють на рештках колишнього колгоспу імені Куйбишева.[джерело?]

## Відомі люди
У селі народився Загородський Михайло Пилипович (* 18 вересня 1902 — † 18 листопада 1965) — Герой Радянського Союзу;